# John Davies (ijshockeyer)
John Francis Davies  (Edmonton, 14 juli 1928 - Edmonton, 19 januari 2009) was een Canadees ijshockeyverdediger. 
In 1950 werd Davies wereldkampioen in het Britse Londen.
Davies was lid van de Canadese ploeg die tijdens de Olympische Winterspelen 1952 in Oslo de gouden medaille won. Davies speelde mee in alle acht de wedstrijden en maakte vier doelpunten.